# ابراهیم الخطیب
ابراهیم احمد ابراهیم الخطیب (۱۹۳۸ – ۵ فوریه ۲۰۱۱) شاعر و پزشک فلسطینی-اردنی بود. او مدتی در عربستان سعودی به عنوان معلم کار کرد، سپس به اربد در اردن رفت. در رشتۀ پزشکی در دانشگاه دمشق تحصیل کرد و در سال ۱۹۷۳ فارغ‌التحصیل شد. به عنوان پزشک متخصص زنان در اربد ساکن شد. استعداد شعری او در دوران تحصیل در دمشق ظهور کرد و در آنجا با تعداد زیادی از شاعران و نویسندگان عرب آشنا شد و شروع به انتشار اشعار خود در روزنامه‌ها و مجلات عربی کرد. از سال ۱۹۸۴ تا ۲۰۰۵، دوازده مجموعه شعری چاپ کرد. او به دو صورت موزون و آزاد شعر می‌سرود.

## زندگی و پیشه
ابراهیم احمد ابراهیم الخطیب در سال ۱۹۳۸ در روستای قومیهٔ بیسان، قیمومیت بریتانیا بر فلسطین، به دنیا آمد. در کودکی و اوایل نوجوانی از سختی زندگی برد. نکبت فلسطینی در سال ۱۹۴۸، ده سالگی او، آثار عمیق خود را بر خود و زندگی‌اش گذاشت و در نتیجه او و خانواده اش مجبور به ترک روستای خود به سوی اردن شدند. او دبیرستان را در اردن به پایان رساند، او توانست دیپلم دبیرستان را با درجهٔ ممتاز بگیرد، اما به دلیل شرایط سخت زندگی نتوانست مستقیماً تحصیلات دانشگاهی خود را به پایان برسان. به عربستان سعودی رفت، جایی که به عنوان معلم در مدارس آن به مدت هفت سال منصوب شد.ابراهیم الخطیب پس از کار به عنوان معلم در عربستان سعودی به دانشکدهٔ پزشکی دانشگاه دمشق در سوریه پیوست و در دوران تحصیل استعداد شعری او در این دانشگاه آشکار شد. او با تعداد زیادی از شاعران و نویسندگان عرب در دمشق آشنا شد و با انتشار اشعارش در روزنامه‌ها و مجلات عربی، حیات ادبی خود را شروع کرد. ملی‌گرایی در شعر و گرایش‌هایش منعکس شد و به عضویت اتحادیه نویسندگان عرب درآمد. توانست تحصیلات خود را با مدرک لیسانس پزشکی در سال ۱۹۷۳ به پایان برساند. سپس به اربد در اردن بازگشت و به عنوان پزشک متخصص زنان در آنجا ساکن شد. او در کلینیک خصوصی خود در اربد به عنوان پزشک در رشته‌های زنان، زایمان و نازایی مشغول به کار شد. او در سال ۱۹۸۱ بورد تخصصی آمریکایی زنان و زایمان را دریافت کرد.
او برندهٔ جایزهٔ اول بهترین متن خوانده‌شده در جشنوارهٔ آواز عربی برای شعر «ما بال عینیک» شد که توسط اتحادیهٔ رادیو و تلویزیون کشورهای عربی به عنوان بخشی از جشن اعلام عمان به عنوان پایتخت فرهنگ عرب در سال ۲۰۰۲ برگزار شده بود.
استعداد شعری او در دوران تحصیل در دمشق ظهور کرد و در آنجا با تعداد زیادی از شاعران و نویسندگان عرب آشنا شد و شروع به انتشار اشعار خود در روزنامه‌ها و مجلات عربی کرد. او درام‌های زیادی برای رادیو و تلویزیون نوشت. او عضو انجمن نویسندگان اردن بود و به عضویت یکی از نهادهای اداری آن انتخاب شد. او همچنین عضو انجمن پزشکان شاعر و عضو سندیکای پزشکان اردن بود. برخی از اشعار او به زبان‌های دیگر ترجمه شده است. او در بسیاری از جشنواره‌های شعر محلی و عربی مانند جشنوارهٔ جرش و جشنواره شعر المربد در عراق شرکت کرد و به خواندن اشعارش پرداخت. او در انجمن نویسندگان اردن در شعبهٔ اربد و در مقر اصلی در امان فعال بود و در انتخابات انجمن نویسندگان شرکت کرد. او به عضویت هیئت اداری آن درآمد و در دوره عضویت در هیئت اداری، دبیر امور خارجه انجمن شد. او همچنین در اتحادیه نویسندگان عرب در دمشق، انجمن پزشکان شاعر و سندیکای پزشکان که مؤسسات و سازمان‌هایی هستند که وی به آنها پیوست، فعال بود.او به عدالت اجتماعی و حق شهروندان برای داشتن زندگی آبرومندانه، آموزش، بهداشت، کار و کرامت برای ملت عرب و به وحدت عربی اعتقاد داشت.
ابراهیم الخطیب ناگهان دچار سکتهٔ مغزی شد که مدتی او را در کما فرو برد و با وجود اینکه بهبود یافت، آثار عمیقی بر بدنش گذاشت و او را خانه‌نشین کرد. او در ۵ فوریه ۲۰۱۱ در اربد در سن هفتاد و سه سالگی درگذشت.

## آثار
از جمله عناوین عربی مجموعه‌های شعری وی:
- غَنِّ لي غدي: دار الجاحظ، امّان، ۱۹۸۴.
- قناديل للنهار المطفأ: دار ابن رشد، امّان، ۱۹۸۵.
- عز الدين القسام: دار الکرمل، امّان، ۱۹۸۶.
- حظيرة الرياح: دار طبریا، اربد، ۱۹۸۶.
- ألوذ بالحجر: دار الیراع، امّان، ۱۹۸۸.
- دم حنظلة: دار الینابیع، امّان، ۱۹۸۹.
- سنابل الأرجوان: دار الکرمل، امّان، ۱۹۹۰.
- وجهاً لوجه: دار الکندی، اربد، ۱۹۹۲.
- ذي قار الأخرى: دار الینابیع، امّان، ۱۹۹۲.
- عرضة للحياة: اتحادیه نویسندگان عرب در سوریه، دمشق، ۱۹۹۶.
- أرى قوافيّ قد أيْنَعْت: دار الینابیع، امّان، ۲۰۰۳.
- قاب دم وانتظار: انجمن نویسندگان اردن، امّان، ۲۰۰۵.